# RV d'Andròmeda
RV d'Andròmeda (RV Andromedae) és una estrella variable a la constel·lació d'Andròmeda. Es classifica com una estrella gegant polsant variable semiregular, i varia d'una magnitud visual aparent d'11,5 a una brillantor mínima de magnitud 9,0 a una brillantor màxima, amb un període d'aproximadament 168,9 dies.
Aquesta és una de les variables Mira on s'ha observat el canvi de mode de les pulsacions; S'ha vist que l'amplitud i els períodes disminueixen i, posteriorment, tornen a valors propers als anteriors.